# Alfonsa
Alfonsa, Alfonsyna – imię żeńskie pochodzenia germańskiego, żeński odpowiednik imienia Alfons, powstałe ze złożenia członów al ("cały") lub adal ("szlachetny ród") oraz funs ("szybka, chętna, życzliwa"). Patronką tego imienia jest św. Alfonsa od Niepokalanego Poczęcia zm. w Muttathupadam (w 1946 roku) oraz czcigodna Alfonsa Eppinger. Imię to występuje również bardzo rzadko w wersji Alfonsyna, stanowiącej spolszczenie zdrobnienia imienia Alfonsa, powstałego na gruncie romańskim.
Alfonsa imieniny obchodzi 28 lipca i 31 lipca.